# Fouke, Arkansas
Fouke, Arkansas (енгл. Fouke) град је у америчкој савезној држави Арканзас.

## Демографија
По попису из 2010. године број становника је 859, што је 45 (5,5%) становника више него 2000. године.
| Група             | 2000.       | 2010.       |
| Белци             | 771 (94,7%) | 819 (95,3%) |
| Афроамериканци    | 2 (0,2%)    | 1 (0,1%)    |
| Азијати           | 0 (0,0%)    | 0 (0,0%)    |
| Хиспаноамериканци | 14 (1,7%)   | 14 (1,6%)   |
| Укупно            | 814         | 859         |